# Sur ses deux oreilles
Pour plus de détails, voir Fiche technique et Distribution.
Sur ses deux oreilles est un court métrage français écrit et réalisé en 2006 par Emma Luchini.

## Synopsis
Jack et Vincent, deux petits escrocs aquitains peu futés, se font coincer par un proxénète espagnol auquel ils auraient dû « livrer » une prostituée brune le matin. Pour honorer leur contrat et récupérer la seconde moitié de la somme promise, ils doivent trouver une fille qui lui ressemble avant le lendemain après-midi.
À cette fin, ils vont voir Marcelle, une ancienne petite amie de Vincent un peu simplette qui vit isolée dans une maison sur pilotis sur une dune. Bien que le maladroit Jack ait vendu la mèche, elle accepte de les suivre et de subir un changement de prénom, de coupe et de garde-robe.
Alors que le peu scrupuleux Vincent ne songe qu’à récupérer son complément de billets, Jack éprouve des sentiments pour Marcelle et se rebelle brièvement contre son complice. À la dernière scène, on voit Vincent embrasser Marcelle et celle-ci, souriante dans sa robe à pois, rouler vers son destin.

## Fiche technique
- Titre : Sur ses deux oreilles
- Réalisation : Emma Luchini
- Scénario : Emma Luchini
- Producteur délégués : Aton Soumache et Alexis Vonarb d’Onyx Films
- Photographie : Thomas Brémond
- Montage : Benjamin Favrol
- Montage son : Christophe Rault, Brice Picard
- Mixage : Dominique Gaborieau
- Pays d'origine :  France
- Langue : français
- Format : noir et blanc - 1,85:1 - Dolby - 35 mm
- Genre : Drame
- Durée : 25 minutes
- (fr) Classifications CNC : tous publics (visa no 116480 délivré le 10 janvier 2007)

## Distribution
- Grégory Gadebois : Jack
- Samuel Jouy : Vincent
- Vanessa David  : Marcelle / Suzanne
- Vincent Winterhalter : L'homme du night club

## Distinctions
- : Festival international du court métrage de Clermont-Ferrand 2007 : Prix de la jeunesse et Prix de la presse